# Bassarona byakko
Bassarona byakko es una especie de  Lepidoptera de la familia Nymphalidae,  subfamilia Limenitidinae, tribu Adoliadini, pertenece al género Bassarona. Se encuentra localizada en islas de Tailandia y Laos).